# Piobbico
Piobbico település Olaszországban, Marche régióban, Pesaro és Urbino megyében. Lakosainak száma 1802 fő (2023. január 1.). Piobbico Cagli, Acqualagna, Urbania, Apecchio, Sant’Angelo in Vado és Urbino községekkel határos.

## Népesség
A település lakossága az elmúlt években az alábbi módon változott:
| Lakosok száma | 2020 | 1997 | 1802 |
|               | 2017 | 2018 | 2023 |